# Modé (Cameroun)
Modé est un village de l'arrondissement (commune) de Ngog-Mapubi dans le département du Nyong-et-Kéllé, région du Centre au Cameroun. En 2005, ce village comptait plus de 483 habitants.

## Géographie
Localisé à 3° 55' 0″ N et 10° 54' 0″ E, le village de Modé est limitrophe des villages de Omog et Makaï avec une altitude de 508 m.